# Éventail sous-marin
Pour les articles homonymes, voir Éventail (homonymie).
Un éventail sous-marin est une structure géologique immergée constituée du dépôt des alluvions rejetées dans la mer par un fleuve ou une rivière sous la forme d'un cône de déjection analogue à ceux rencontrés sur le milieu terrestre. De tels cônes subaquatiques existent aussi en milieu lacustre[réf. nécessaire].
Les plus grands éventails sous-marins se trouvent sur le glacis continental situé en face des grands deltas tels que celui du Gange-Brahmapoutre ou du Mississippi.